# Roost
Roost (Frans: Rosoux) is een dorp in de Belgische provincie Luik. Samen met Krenwik vormt het Roost-Krenwik, een deelgemeente van Berloz. Roost ligt anderhalve kilometer ten noordoosten van Krenwik.

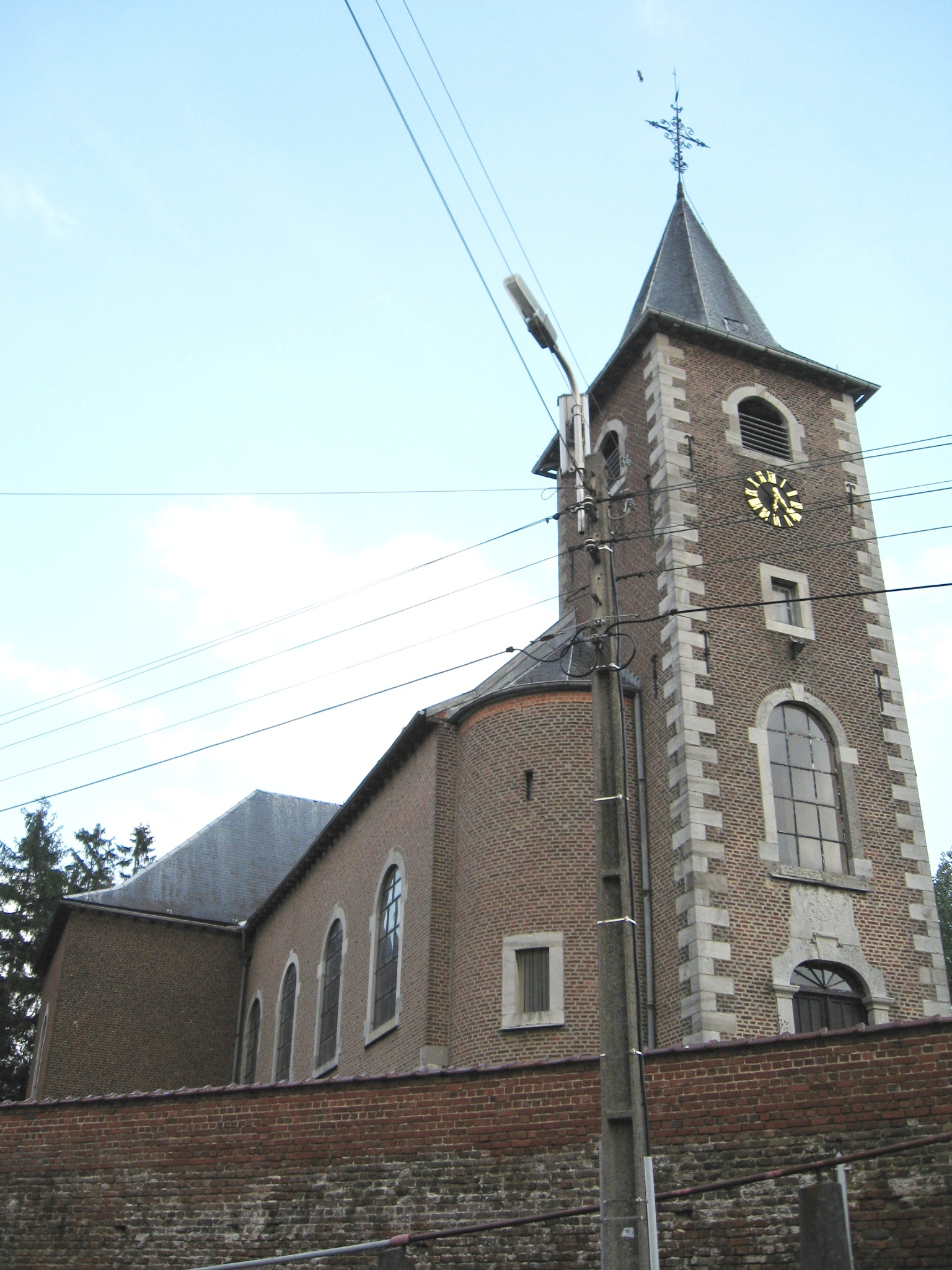
Église Saint-Maurice

## Geschiedenis
Roost was vroeger een heerlijkheid die in het bezit was van het kapittel van Sint-Bartholomeus te Luik. Op de Ferrariskaart uit de jaren 1770 is de plaats aangeduid als Rosoux. Op het eind van het ancien régime werd Roost een gemeente, maar deze werd al in 1825 opgeheven en met Krenwik verenigd in de nieuwe gemeente Roost-Krenwik.

## Bezienswaardigheden
- De Sint-Mauritiuskerk (Église Saint-Maurice) heeft een toren en schip van 1776-1778 en een transept en koor van 1886.
- Het Kasteel van Roost (Château de Rosoux) was van oorsprong een herenzetel. Het huidige kasteel werd gebouwd in het eerste decennium van de 18e eeuw.

## Natuur en landschap
Rosoux ligt nabij de taalgrens. De hoogte aan de kerk bedraagt 128 meter.

## Verkeer en vervoer
Ten zuiden van Roost loopt de snelweg A3/E40, die er een op- en afrit heeft.

## Nabijgelegen kernen
Crenwick, Berloz, Corswarem, Borlo, Jeuk
Deelgemeenten: Berloz · Corswarem · Roost-Krenwik

Overige dorpen en gehuchten: Hasselbroek · Krenwik · Roost · Jeuk-Station

Belgische gemeenten · arrondissement Borgworm · provincie Luik · Wallonië